# 橋本雄太郎
橋本 雄太郎（はしもと ゆうたろう）は、日本の法学者。杏林大学総合政策学部教授。

## 学問
- 学部：刑事法、刑事訴訟法、医事法[1]
- 大学院：比較刑事法、災害医療論
- 専門分野：刑事法・医事法分野における自己決定権、病院前救護をめぐる法律問題

## 経歴・人物
麻布高校を経て、慶應義塾大学法学部法律学科卒業、同大学院法学研究科公法学修士課程修了、博士課程単位取得退学。杏林大学社会科学部（現：総合政策学部）設立と同時に奉職、助手、専任講師、助教授を経て、教授に昇進した。また、1997年から1998年までロンドン大学高等法律学研究所ALS訪問研究員を務めた。

## 著書
- 「病院前救護をめぐる法律問題」（東京法令出版）
- 「テキスト救急活動をめぐる法律問題」（荘道社）
- 「救急活動の法律相談」（新日本法規出版/主編著）
- 「刑事訴訟法入門」（八千代出版/主編著）等

## 公的役職
- 総務省消防庁「社会全体で共有するトリアージ体系のあり方検討会」委員
- 東京都メディカルコントロール協議会委員
- オーストラリア学会理事等

## 所属学会
- 日本刑法学会
- 医事法学会
- 比較法学会
- オーストラリア学会
- 日本被害者学会
- 法政学会
- 大洋州経済学会
- 日本臨床救急医学会